# Sierre-Zinal
La Sierre-Zinal è una gara di corsa in montagna che si svolge nel Canton Vallese ogni anno nel mese di agosto. Viene chiamata la corsa dei cinque quattromila ("La course des cinq 4000"), in quanto lungo il suo percorso sono visibili cinque vette di oltre quattromila metri: Weisshorn (4506 m), Zinalrothorn (4221 m), Obergabelhorn (4073 m), Cervino (4478 m) e Dent Blanche (4357 m).

## Percorso
La partenza avviene dal comune di Sierre (585 m), si imbocca il versante orientale della Val d'Anniviers e dopo i primi 2,5 km di salita si transita nell'abitato di Niouc (800 m). L'ascesa iniziale (tutta nel bosco) è lunga circa 8 km e presenta pendenze da kilometro verticale. Superata l'alpe Ponchette il sentiero spiana decisamente e lascia spazio ad una larga strada bianca che in 5 km porta ai 1970 metri dell'abitato di Chandolin (Km 13 pari al 45% dello sforzo totale impiegato). Da qui si riprende il sentiero in salita attraversando i pascoli degli alpeggi fino ad arrivare alla stazione sciistica di Tignousaz (appena oltre i 2000 m).; da dove in lontananza, posto su un dosso 5 chilometri più avanti, si scorge l'Hotel Weisshorn. Superato l'Hotel (Km 20 - 2387 metri di altitudine), il roadbook della gara indica ancora 11 km di tracciato. Una leggera salita porta al punto più alto della gara: Nava (Km 24 - 2425 metri). Da qui ancora 7 km, tutti in discesa, dividono gli atleti dalla linea del traguardo. Il sentiero scende a mezza costa diventando sempre più tecnico; la discesa finale è davvero impegnativa, ancora una curva sull'asfalto del paesino di Zinal (1.680 m). ed ecco il rettilineo dove è posto l'arrivo.
Il tracciato di gara ha uno sviluppo di 31 km ed un dislivello di 2200 metri di salita e 800 di discesa.

## Albo d'oro
| Anno | Vincitrice               | Vincitore               |
| ---- | ------------------------ | ----------------------- |
| 1974 | Ch. Langlacé             | E. Hauser               |
| 1975 | A. Loir                  | J. Norman               |
| 1976 | A. Loir                  | Aldo Allegranza         |
| 1977 | M. Moser                 | C. Smead                |
| 1978 | M. Moser                 | S. Soler                |
| 1979 | Ch. Langlacé             | P. Vigil                |
| 1980 | E. Ljungstroem           | P. Vigil                |
| 1981 | M. Subot                 | P. Vigil                |
| 1982 | V. Billat                | P. Vigil                |
| 1983 | M. Subot                 | Aldo Allegranza         |
| 1984 | V. Marot                 | F. Valentini            |
| 1985 | V. Marot                 | J. Maitland             |
| 1986 | A. Merot                 | P. Makepiece            |
| 1987 | V. Marot                 | B. Imhof                |
| 1988 | S. Goldsmith             | P-A Gobet               |
| 1989 | S. Goldsmith             | P-A Gobet               |
| 1990 | M. Ducret                | J. Correa               |
| 1991 | M. Ducret                | F. Sanchez Martinez     |
| 1992 | O. Leveque               | J.-F. Cuennet           |
| 1993 | B. Redfern               | J. Correa               |
| 1994 | B. Eustache              | J. Lopez                |
| 1995 | I. Moretti               | J. Correa               |
| 1996 | I. Moretti               | Eticha Tesfaye          |
| 1997 | I. Crettenand-Moretti    | M. Horacek              |
| 1998 | S. Netchaeva             | Ricardo Mejía           |
| 1999 | Véra Soukhova            | Ricardo Mejía           |
| 2000 | Irina Poupaza            | Billy Burns             |
| 2001 | Angela Mudge             | Ricardo Mejía           |
| 2002 | Tsige Worku              | Jonathan Wyatt          |
| 2003 | Tsige Worku              | Jonathan Wyatt          |
| 2004 | Angéline Joly            | Ricardo Mejía           |
| 2005 | Angéline Joly            | Ricardo Mejía           |
| 2006 | Anna Pichrtova           | Tarcis Ancay            |
| 2007 | Anna Pichrtova           | Jean-Christophe Dupont  |
| 2008 | Anna Pichrtova           | Marco De Gasperi        |
| 2009 | Anna Pichrtova           | Kílian Jornet i Burgada |
| 2010 | Megan Lund               | Kílian Jornet i Burgada |
| 2011 | Oihana Kortazar Aranzeta | Marco De Gasperi        |
| 2012 | Camboulive Aline         | Marco De Gasperi        |
| 2013 | Elisa Desco              | Marc Lauenstein         |
| 2014 | Stevie Kremer            | Kílian Jornet i Burgada |
| 2015 | Murigi Lucy Wambui       | Kílian Jornet i Burgada |
| 2016 | Michelle Maier           | Petro Mamu              |
| 2017 | Murigi Lucy Wambui       | Kílian Jornet i Burgada |
| 2018 | Murigi Lucy Wambui       | Kílian Jornet i Burgada |
| 2019 | Maude Mathys             | Kílian Jornet i Burgada |
| 2020 | Maude Mathys             | Kílian Jornet i Burgada |
| 2021 | Maude Mathys             | Kílian Jornet i Burgada |
| 2022 | Maude Mathys             | Blanes Reig Andreu      |
| 2023 | Laukli Sophia            | Kiriago Philemon Ombogo |
| 2024 | Chepngeno Joyline        | Kílian Jornet i Burgada |

Il record maschile del percorso appartiene a Kílian Jornet i Burgada: 2h25'34,8" (2024). Il record femminile è di Maude Mathys: 2h49'21" (2019).